# Osobní vzdělávací síť
Osobní vzdělávací síť (PLN – z angličtiny Personal Learning Network) je neformální vzdělávací síť, která spočívá v interakci mezi účastníky komunikace, v níž se oba vzájemně obohacují. Tato komunikace se odehrává v tzv. Personal Learning Environment. (PLE, česky Osobní vzdělávací prostředí). V PLN mezi sebou komunikují lidé se stejným studijním záměrem.
Důležitou součástí tohoto konceptu je teorie konektivismu založená G. Siemensem a S.Downesem. Učící se subjekty se propojují online a vytváří tak síť, která přispívá k jejich profesnímu rozvoji a dovednostem. Učící se subjekty se nemusí osobně znát, ani se nikdy nemusely potkat v reálném čase.
Následující text je přeložená citace z knihy Drydena a Vose o vzdělávacích sítích:

"Poprvé v historii víme, jak uchovávat nejvýznamnější informace společnosti a jak je téměř okamžitě učinit široce přístupné. Také již víme, jak tohoto cíle dosáhnout tak, aby spolu lidé mohli zároveň spolupracovat a vzájemně se obohacovat."

## Implikace PLN
Významným faktorem je, že učící se subjekt si buduje znalosti a přispívá k nim v rámci PLE několika způsoby. Každý si individuálně zvolí, na které PLE (Osobní vzdělávací prostředí), VLE (Virtuální vzdělávací prostředí) či sociálním médiu hodlá vytvořit svoji PLN (Osobní vzdělávací síť). Student má možnost zvolit si s kým a jakou formou hodlá spolupracovat. Student vstupuje do PLE s určitými cíli, potřebami, zájmy, předpoklady a problémy, se kterými se často dělí s lidmi, kteří tvoří jeho PLN. Navíc student může spolupracovat s každým ze svých kontaktů do jisté míry. S některými se členů PLN naváže pevnější kontakt a s některými pouze bazální spojení. Ne veškerá spolupráce má však stejnou váhu. Někteří z jeho kontaktů mohou zastupovat roli vyhledávače, zpracovatele dat, inovátora či výzkumníka. 
PLN se postupně stávají důležitou součástí profesního rozvoje na různých polích vytvářením svého vlastního online obsahu a některé společnosti tvoří vlastní VLE pro své zaměstnance. PLN se postupně stávají důležitou součástí profesního rozvoje na různých polích vytvářením svého vlastního online obsahu. Některé společnosti tvoří své vlastní VLE pro zaměstnance.

## Uznání PLN
Evropský vzdělávací program "Lifelong Learning Programme 2007–2013" uznal potenciál PLN schválením projektu aPLaNet (Autonomous Personal Learning Networks for Language Teachers). Projekt vysvětluje učitelům cizích jazyků význam PLN v rámci profesního rozvoje.